# Няръяна Ӈэрм
Няръяна Нгэрм (нен. Няръяна Ӈэрм) — газета на ненецком языке, издающаяся в Салехарде (Ямало-Ненецкий АО).
Отдельная ненецкая газета выделилась из окружной газеты «Красный Север» 19 апреля 1931 года, которая выходила на русском и ненецком языках. В результате сейчас выходят две отдельных газеты — «Красный Север» на русском и «Няръяна Нгэрм» на ненецком. После прекращения издания отдельной ненецкой газеты в Нарьян-Маре, является единственной ненецкой газетой в мире.
В качестве приложения выходит детская газета «Мынико».
Газета имеет 4 полосы. Тираж — 800—1000 экземпляров.
Главный редактор — Яр Марина Тэтакучевна.